# Basra
Al-Basra (ar: البصرة) este un oraș din Irak, situat pe fluviul Șatt al-Arab. Este capitala provinciei Al-Basra.

## Note

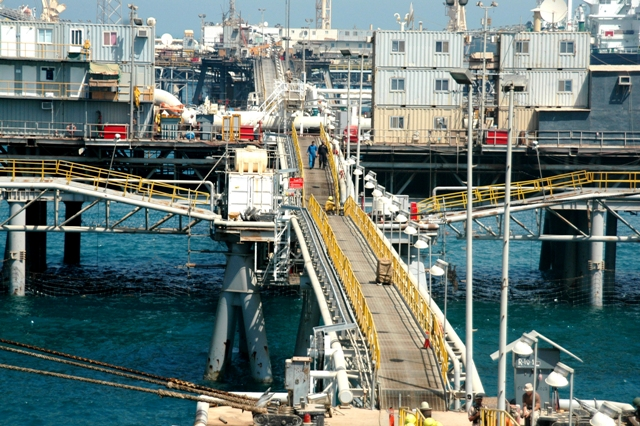
Terminalul petrolier de la Basra

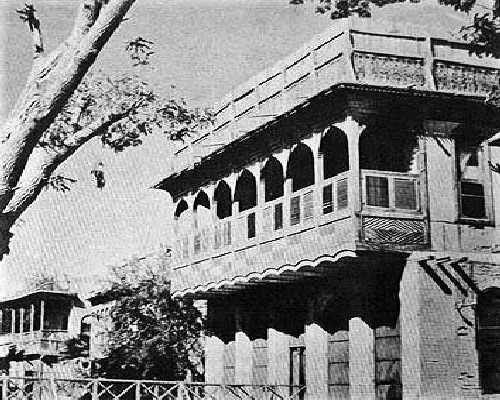
Ahitectură tradiţională de la Basra